# 이치하라 세이키
이치하라 세이키(일본어: 市原 聖曠)는 일본의 전직 축구 선수 겸 축구 감독이다.

## 지도자 경력
1981년 일본 여자 국가대표팀 감독으로 선임되었다. 1981년 AFC 여자 축구 선수권 대회에 출전했다.